# Cabeço das Fráguas
Cabeço das Fráguas es un yacimiento arqueológico portugués de la mayor importancia, que incluye edificaciones destinadas al culto de las divinidades lusitanas y una singular inscripción (conservada en el Museo de Guarda) en latín con palabras identificadas como de lengua lusitana, que describe un suovetaurilium datado en el siglo V a. C. En las inmediaciones se han hallado veinte aras lusitanas, una concentración poco usual (por comparación, en la vecina provincia de Salamanca hay un total de dieciocho aras).
Se ha identificado este lugar como el que podría haber alojado las ceremonias funerarias de cremación posteriores a la muerte de Viriato.

OILAM. TREBOPALA.

INDI. PORCOM. LAE(B)BO.

COMAIAM. ICCONA. LOIM/INNA. OILAM. VSSEAM.

TREBARVNE. INDI. TAVROM./ IFADEM [...?]

REVE. TR[EBARUNE ?]

“Una oveja para Trebopala [protectora de la tribu]
y un cerdo para Laebo,
una crinosa [yegua] para la luminosa Epona, una oveja de un año
a Trebaruna y un toro semental ...
para Reve, Señor”

## Geografía y localización
40°25′27.59″N 07°13′20.61″O / 40.4243306, -7.2223917
Cabeço das Fráguas se encuentra en la localidad de Quinta de São Domingos, en la zona oeste de la freguesia de Pousafoles do Bispo, concelho de Sabugal, distrito de Guarda.
La altitud es de 1015 metros. Su cumbre es plana, y en ese alto o "cabezo" se situaron las edificaciones religiosas, rodeadas de murallas con puertas, de las que quedan vestigios.
El acceso solo es posible a pie y con alguna dificultad, ya que lleva casi una hora subir al cabezo por el flanco norte (la ruta más fácil para la subida).